# Microhexura
Microhexura là một chi nhện trong họ Dipluridae.